# Caprabo
Caprabo és una empresa de distribució d'origen català, centrada especialment en l'alimentació. El 2023 era propietat al 50% del grup Eroski i 50% del grup txec EP. Va tancar el 2022 amb 743,6 milions d'euros de facturació.

## Història
L'empresa fou fundada el 1959 a Barcelona per les famílies Carbó, Prat i Botet. Jaume Prat fou substituït posteriorment per Silvio Elías. El nom de la marca era la conjunció dels cognoms dels primers participants.
Caprabo va néixer l'any 1959, quan va ser inaugurat el primer establiment a Barcelona; posteriorment, s'inauguraren més supermercats per Barcelona, fins al 1971, que van començar a inaugurar-se'n també fora de la ciutat. El 1984 va aparèixer la primera campanya publicitària. El 1992 va crear el programa d'ajuda a les famílies Benvingut nadó, i també es va fer el primer producte de Caprabo: un tambor de detergent.
El 1995 Caprabo es va convertir en la cadena de supermercats pionera a introduir llet infantil a banda de les farmàcies.
El 2002, després d'inaugurar supermercats en diverses comunitats autònomes, Caprabo compra les companyies Nekea i Enako.
El 2003 Caprabo va comprar també els supermercats Alcosto, operació que li aportà greus problemes econòmics.
En 2006 el grup es va posar a la venda, i va adquirir-lo Eroski l'any següent.
L'any 2007 fou adquirida en un 75% per la cooperativa basca Eroski, i posteriorment la resta d'accions van ser adquirides per la família Botet (16%) i la Caixa d'Estalvis i Pensions de Barcelona (9%) fins a arribar al 100% l'any 2012.
L'any 2009 tenia 10.100 treballadors i 356 establiments (a Catalunya i el nord de la Comunitat de Madrid).
El 2022 van facturar 743 milions d'euros.

## Premis i reconeixements
L'any 2000 fou guardonada amb el Premi Nacional a la Projecció Social de la Llengua Catalana, concedit per la Generalitat de Catalunya.